# Paul Goze
Paul Goze (Perpinyà, 3 de setembre del 1951) és un antic president de l'USAP, club de rugbi a 15 de Perpinyà i actual president de la Lliga Nacional de Rugbi. També ha jugat en club, al lloc de segona línia (número 4) i fa 1m88 per a 94 kg.

## Carrera

### En club
- 1960-1971: Torrelles Rugby Club.
- 1971-1980: USAP
- 2007-act.: President de l'USAP.

## Palmarès
- 1977: Finalista del campionat de França amb l'USAP com a jugador.
- 2008: Semifinalista del Top 14 com a president (USAP).